# 산터우 대학
산터우대학(중국어: 汕头大学, 병음: Shàntóu Dàxué, 약칭 STU)은 광둥성 산터우에 있는 지방 211 프로젝트 프로그램의 핵심 종합 대학으로 1981년 국무원의 승인을 받아 설립되었다.
리카싱재단으로부터 기금을 받는 유일한 공립 대학교이다. 또한 교육부(MOE), 광동성 정부 및 리카싱재단의 지원을 받는다.